# Giampiero Crespi
Giampiero Crespi (Carnago, 25 giugno 1918 – Legnano, 11 novembre 2013) è stato un aviatore e militare italiano, particolarmente distintosi nel corso della seconda guerra mondiale dove, assegnato alla specialità Bombardamento a tuffo.
Il 10 gennaio 1941, assieme ad altri due velivoli, pilotati rispettivamente dal tenente Fernando Malvezzi e dal sergente maggiore Pietro Mazzei, colpì l'HMS Southampton, incrociatore leggero Classe Town della Royal Navy, che fu irreparabilmente danneggiato, tanto da dover essere autoaffondato. Decorato con tre Medaglie d'argento al valor militare.

## Biografia

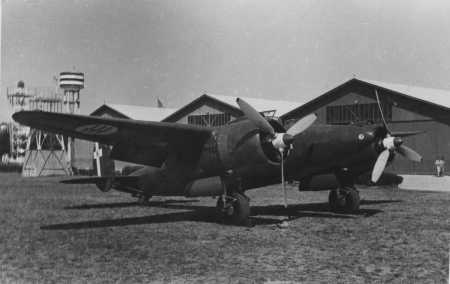
Un Breda 88 nel campo di aviazione di Lonate Pozzolo, presumibilmente la foto risale al primo periodo del conflitto quando l'apparecchio era in dotazione 7º Gruppo Autonomo Caccia Terrestre.

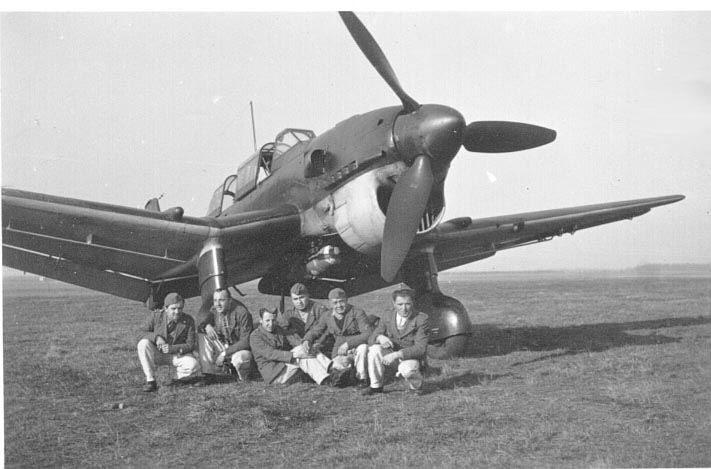
Uno Junkers Ju-87 della Regia Aeronautica.

Nacque a Carnago, provincia di Varese, il 25 giugno 1918. Appassionatosi al mondo dell'aviazione fece domanda per entrare nella Regia Aeronautica, e il 2 ottobre 1937 fu ammesso a frequentare la Scuola di Volo situata presso l'aeroporto di Cagliari-Elmas. Compì il suo primo volo da solista il 10 novembre dello stesso anno a bordo di un addestratore primario Caproni Ca.100, ottenendo poco dopo il brevetto di pilota. Trasferito sull'aeroporto di Foggia per compiere l'addestramento di primo livello, il 20 luglio 1938 conseguì il brevetto di pilota militare. Il 12 agosto entrò in servizio presso la 101ª Squadriglia, 19º Gruppo, 5º Stormo d'Assalto, basata sull'aeroporto di Lonate Pozzolo. Durante questo periodo conseguì l'abilitazione al pilotaggio del caccia leggero IMAM Ro.41 Maggiolino e al cacciabombardiere Breda Ba.65 Nibbio.
L'anno successivo il suo reparto ricevette il nuovo cacciabombardiere bimotore Breda Ba.88 Lince, e con l'entrata in guerra del Regno d'Italia, il 10 giugno 1940, effettuò azioni di mitragliamento e bombardamento contro obiettivi in Corsica. Il 17 luglio venne selezionato per il pilotaggio del nuovo Junkers Ju 87B-2 Picchiatello, ed inviato sulla base di Graz-Thalenhorf, in Austria. Rientrato in Patria fu assegnato alla 236ª Squadriglia del 96º Gruppo Autonomo Bombardamento a Tuffo, dislocata sull'aeroporto di Lecce-Galatina. Il reparto fu subito, pesantemente, impegnato in azione colpendo obiettivi navali nelle acque di Malta, e porti e aeroporti in Africa settentrionale. 
A partire dal mese di novembre 1940 il suo reparto è impegnato sul fronte greco, in appoggio alle forze terrestri italiane. Il 10 gennaio 1941, assieme ad altri due velivoli, colpì l'HMS Southampton, incrociatore leggero Classe Town della Royal Navy, che fu irreparabilmente danneggiato, tanto da dover essere autoaffondato. A partire dal 9 aprile fu impegnato sul fronte libico, operando soprattutto dall'aeroporto di Tobruk. Nel mese di giugno rientrò a Lonate Pozzolo, assegnato come istruttore al Nucleo Addestramento Tiro a Tuffo, e poi alla Scuola Volo Senza Visibilità.
Nel gennaio 1942, assegnato alla 209ª Squadriglia, riprese le missioni operative a partire dal 24 maggio, e dal mese di giugno operò alternativamente come istruttore presso il 1º Nucleo Addestramento a Tuffo, collaudatore presso il 1º Centro Sperimentale di Guidonia e pilota operativo. Ottenne l'abilitazione al pilotaggio del nuovo cacciabombardiere IMAM Ro.57, eseguendo con esso alcune missioni di combattimento, l'ultima delle quali il 1º luglio 1943. Divenuto collaudatore presso l'industria AVIA di Vercelli, abbandonò il mondo aeronautico il 10 giugno 1946. Ritornato alla vita civile avviò un'industria tessile, e tra il 5 e il 12 luglio 1977 fu rapito dalla banda di Renato Vallanzasca, liberato solo dopo il pagamento di un riscatto. Si spense a Legnano l'11 novembre 2013.

### Annotazioni
1. ↑  Iniziò i voli il 24 aprile 1938, conseguendo l'abilitazione al pilotaggio dell'addestratore Breda Ba.25 il 26 maggio, quella sull'addestratore avanzato Breda Ba.28 il 17 giugno, e quella su caccia addestratore Fiat C.R.20 il 9 luglio.
2. ↑  Abilitazione al pilotaggio conseguita il 14 settembre.
3. ↑  Abilitazione al pilotaggio conseguita il 14 ottobre.
4. ↑  Si trattava dei velivoli pilotati rispettivamente dal tenente Fernando Malvezzi e dal sergente maggiore Pietro Mazzei.
5. ↑  Durante tale servizio colpì ed affondò due navi, una da 5 000 e una da 8 000 tonnellate.

### Fonti
1. 1 2 3 4 5 6 7  Sgarlato 2014, p. 52.
2. 1 2  Garello 1997, p. 16.
3. ↑  Leproni 2004, p. 17.
4. ↑  Leproni 2004, p. 18.
5. 1 2  Becchetti, Gueli 2002, p. 7.
6. ↑  Becchetti, Gueli 2002, p. 6.
7. 1 2 3 4 5 6 7  Sgarlato 2014, p. 53.
8. ↑  Becchetti, Gueli 2002, p. 8.
9. ↑  Becchetti, Gueli 2002, p. 14.
10. ↑  Becchetti, Gueli 2002, p. 17.
11. ↑  Becchetti, Gueli 2002, p. 19.
12. ↑  Registrato alla Corte dei conti addì 21 novembre 1941, registro 11 aeronautica foglio 394.
13. ↑  Supplemento ordinario alla Gazzetta Ufficiale del Regno d'Italia n.115 del 15 maggio 1942, pag.6.